# St. Gangolf (Mertloch)

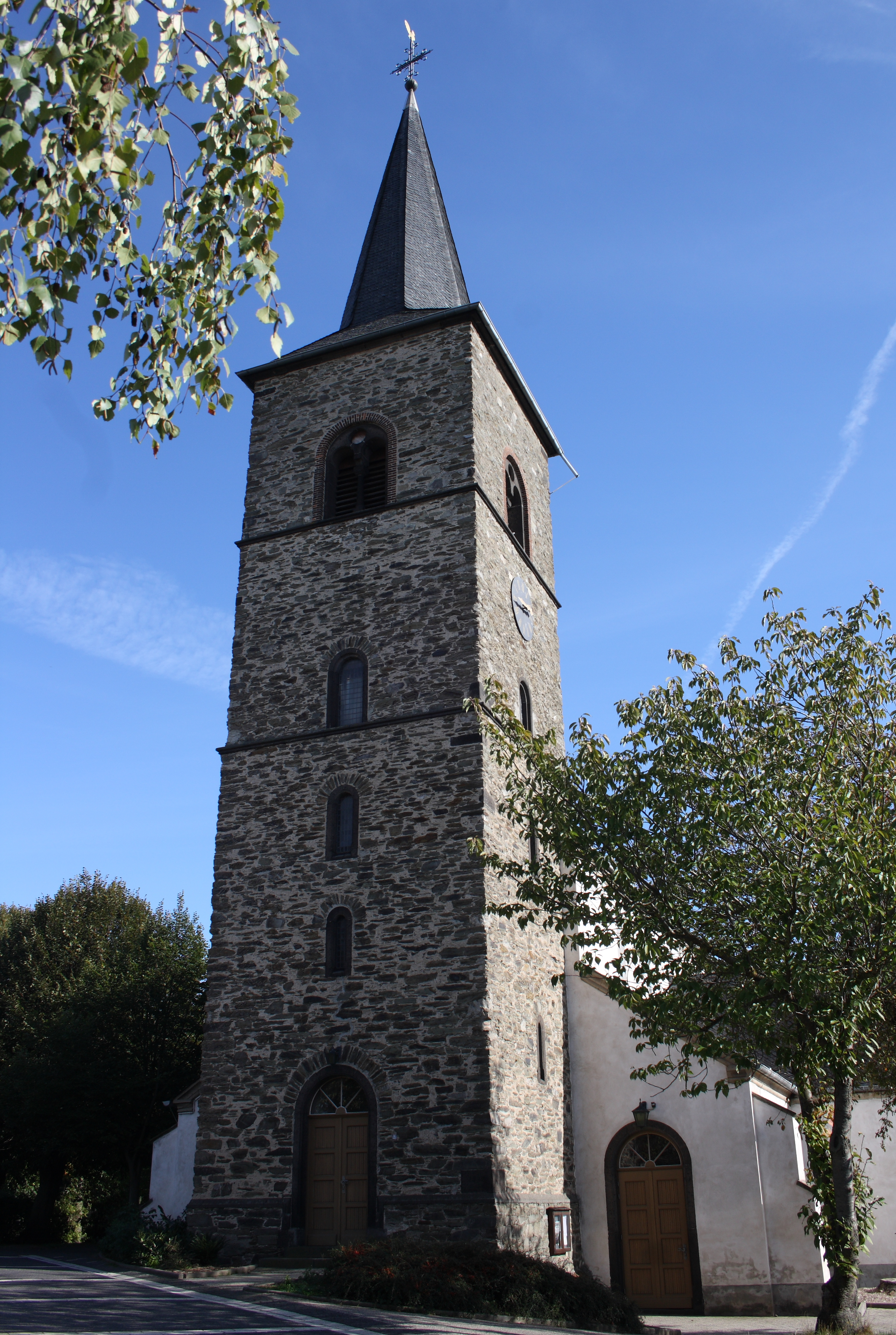
Ansicht von Westen

Die katholische Pfarrkirche St. Gangolf in Mertloch, einer Gemeinde im Landkreis Mayen-Koblenz in Rheinland-Pfalz, ist eine romanische Pfeilerbasilika aus der zweiten Hälfte des 12. Jahrhunderts. Sie ist ein geschütztes Baudenkmal.

## Geschichte
Die dem heiligen Gangolf geweihte Kirche wurde erstmals 1318 in einer Stiftungsurkunde erwähnt. 1533 erhielt das Kollegiatstift St. Kastor in Koblenz das Patronatsrecht für die Kirche. Im 15. und 16. Jahrhundert wurden die beiden Seitenschiffe durch Kapellen erweitert und im 18. Jahrhundert wurden die Fenster der Seitenschiffe vergrößert und neu verglast. 1879 erweiterte man das Langhaus um ein Joch nach Westen und fügte den Kirchturm hinzu.

## Architektur

### Außenbau
Die Kirche ist weiß verputzt. An der Westfassade erhebt sich der Glockenturm aus dunklem Bruchstein. Das Portal befindet sich an der Südseite der Kirche.

### Innenraum

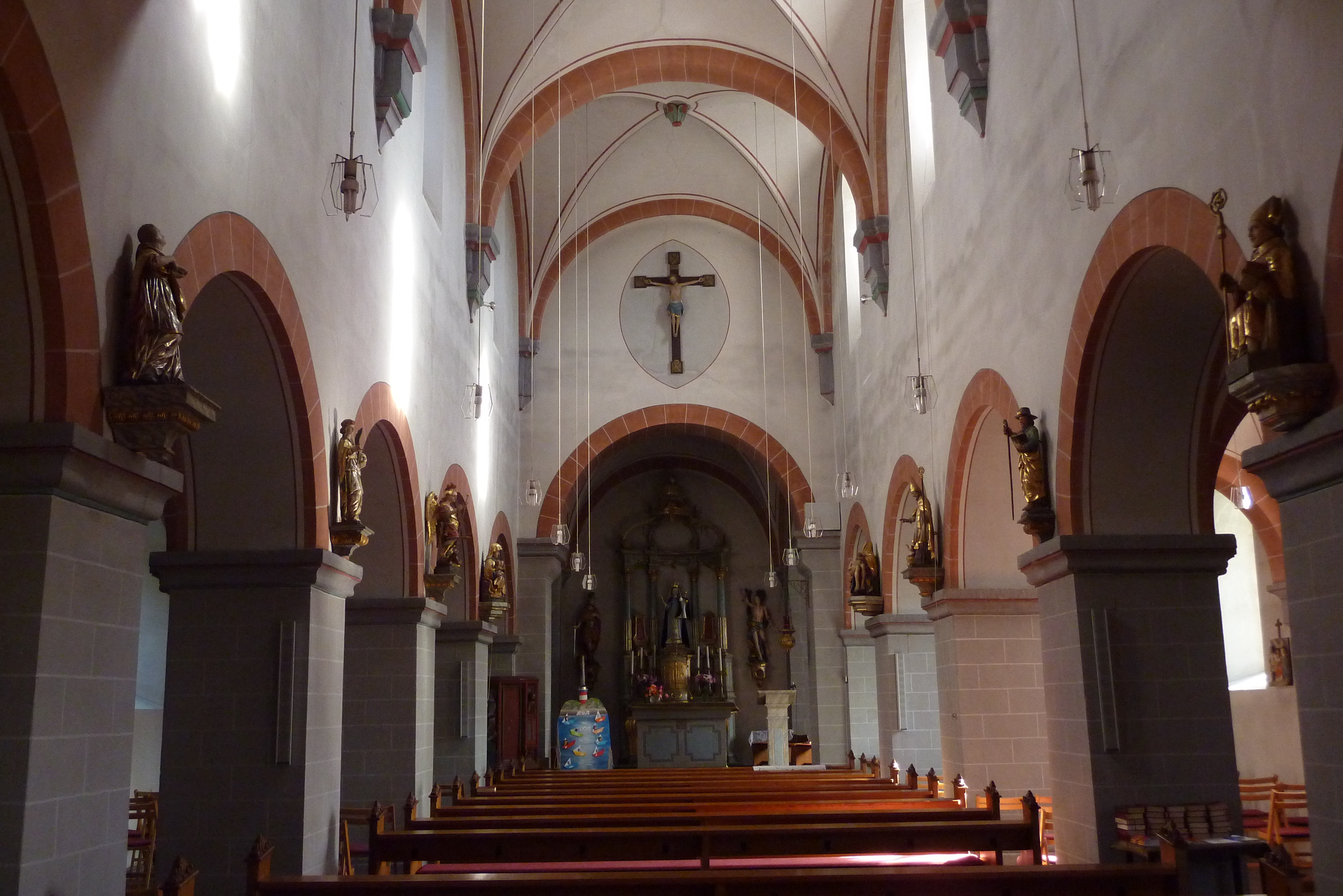
Mittelschiff mit Blick zum Chor

Die Kirche ist als dreischiffige Pfeilerbasilika angelegt und erstreckt sich seit der Erweiterung von 1879 über vier Joche. Die ursprünglich flache Decke wurde im 13. Jahrhundert durch ein Kreuzgratgewölbe ersetzt, das von breiten Gurtbögen getragen wird. Letztere sind wie die Arkadenbögen, die Gewölbegrate, die Schildbögen und der Triumphbogen am Chor durch rote Farbe hervorgehoben und mit weißen Fugen abgesetzt.
Die Taufkapelle im nördlichen Seitenschiff stammt aus gotischer Zeit. Sie besitzt ein Netzgewölbe mit einem Schlussstein, auf dem Christus als Schmerzensmann dargestellt ist. Die Gewölberippen ruhen auf Konsolen, die als Engelsbüsten mit lockigen Haaren und weit ausgebreiteten Flügeln gestaltet sind. In ihren Händen halten sie Schilde mit den Leidenswerkzeugen Christi. Die Steinmetzarbeiten werden einer Koblenzer Werkstatt zugeschrieben und dem Einfluss des Leidener Bildhauers Nikolaus Gerhaert.

## Ausstattung

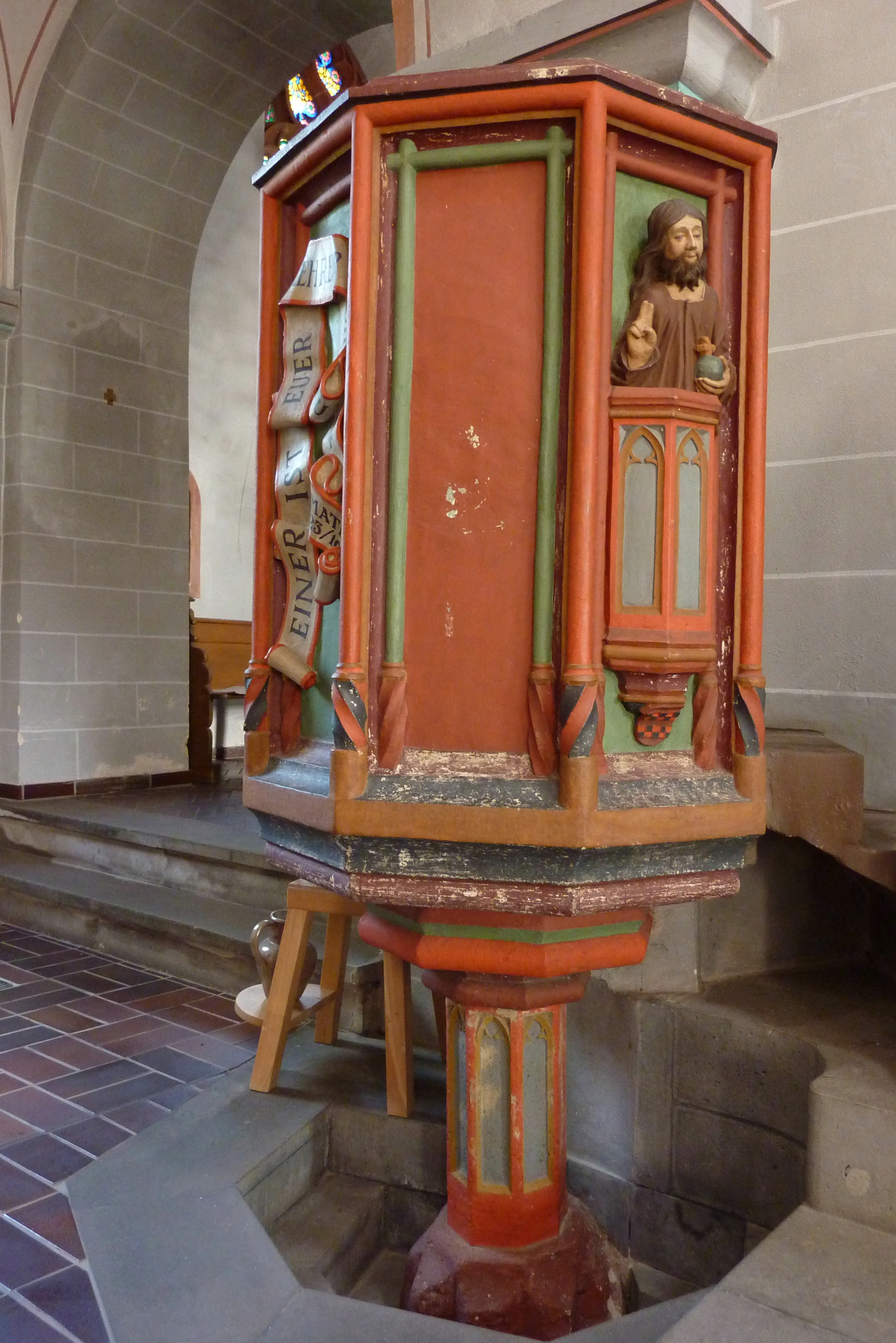
Kanzel vermutlich aus der Werkstatt von Hermann Sander, um 1465

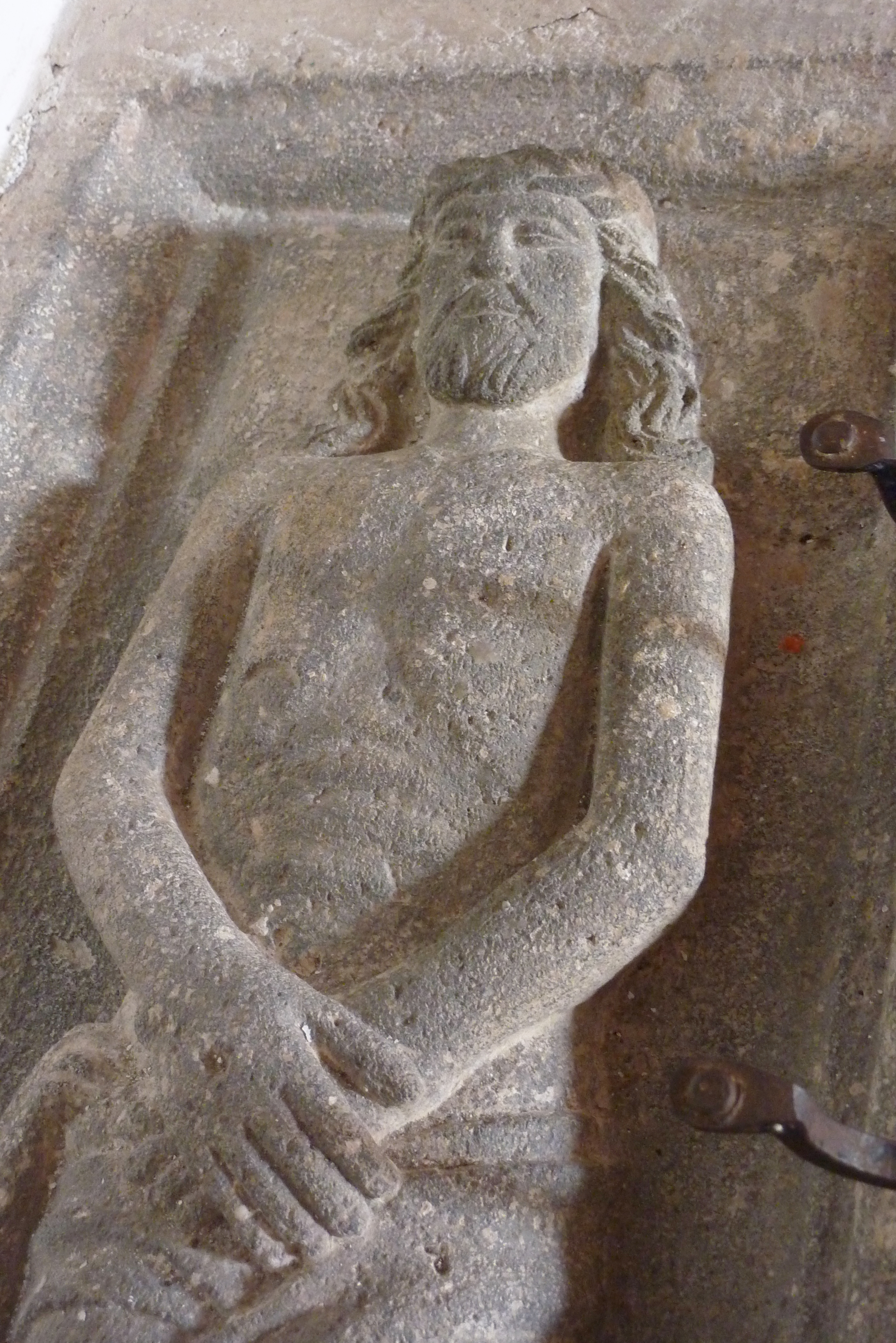
Heiliges Grab

- Eine Besonderheit ist die polygonale, spätgotische Kanzel von 1465, die der Werkstatt von Hermann Sander zugeschrieben wird. Sie steht auf achteckigem Fuß und ihre Felder sind von doppeltem Rundstab auf gedrehtem Sockel eingerahmt. Ein Feld ist mit einem Relief versehen, auf dem Christus als Kanzelprediger dargestellt ist, ein anderes Feld trägt ein verschlungenes Spruchband mit der Inschrift: „EINER IST EUER LEHRER“.
- Die Pfeiler der Hauptschiffarkaden schmücken neuvergoldete Heiligenfiguren. Die älteste Skulptur ist eine Anna selbdritt aus dem 15. Jahrhundert. Auf dem Schoss der heiligen Anna sitzen das Jesuskind und Maria, die fast gleichaltrig dargestellt sind.
- Die Pietà, der heilige Nikolaus, zu dessen Füßen ein Holzfass mit den drei von ihm geretteten Scholaren steht, und die heilige Agathe, die auf einem Teller ihre abgeschnittenen Brüste präsentiert, stammen aus barocker Zeit und wurden von Heinrich Alken (1753–1827) geschaffen.
- Die Marienfigur vor dem barocken Hochaltar wird ins 16. Jahrhundert datiert und einer Kölner Werkstatt zugeschrieben.
- In den Seitenschiffen befinden sich in Mauernischen zwei Nachbildungen des Heiligen Grabes aus dem 14. bzw. 15. Jahrhundert. Bei beiden sind in Tuffsteinplatten Reliefs mit der Darstellung des im Grab liegenden Christus eingemeißelt.

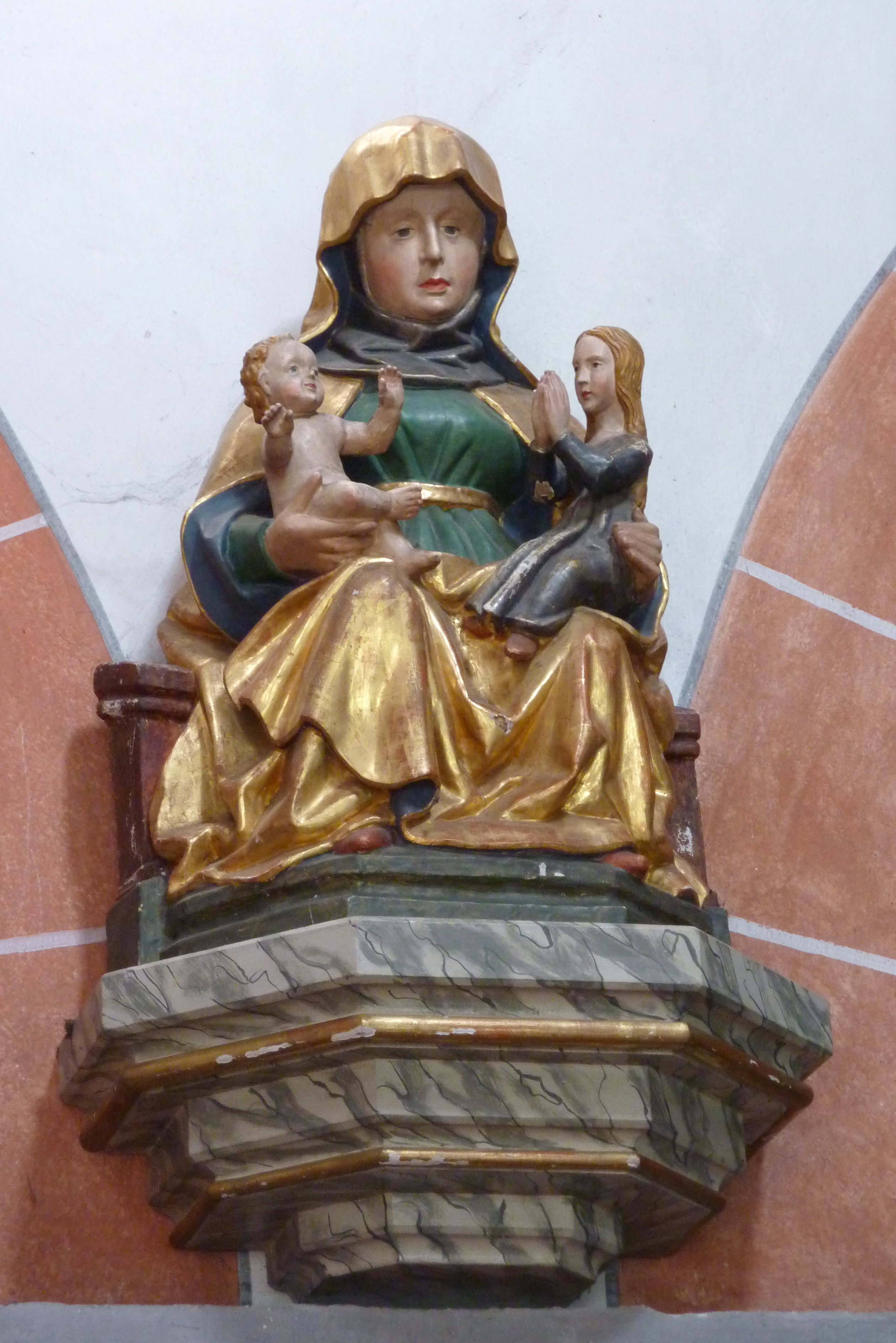
Anna selbdritt
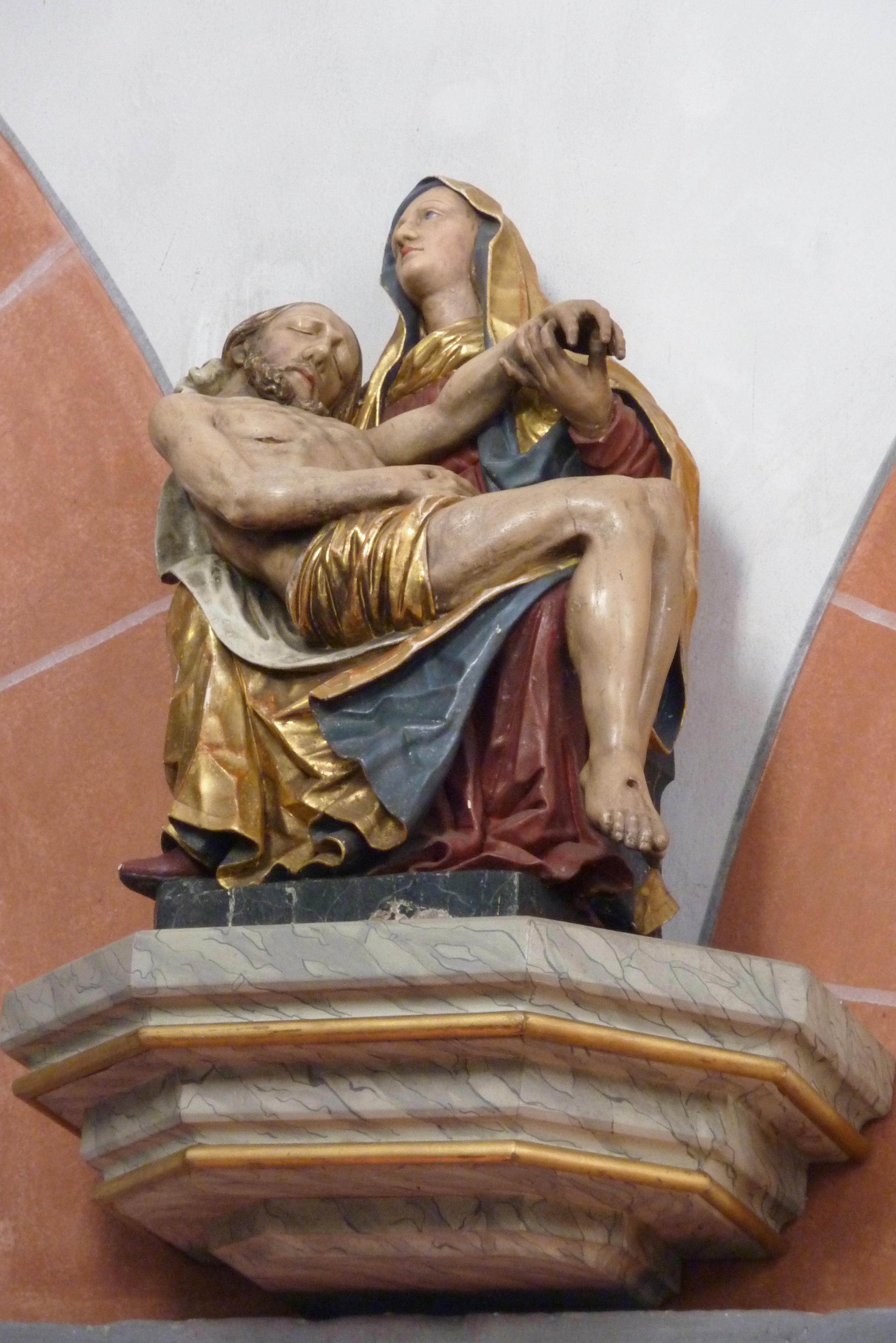
Pietà
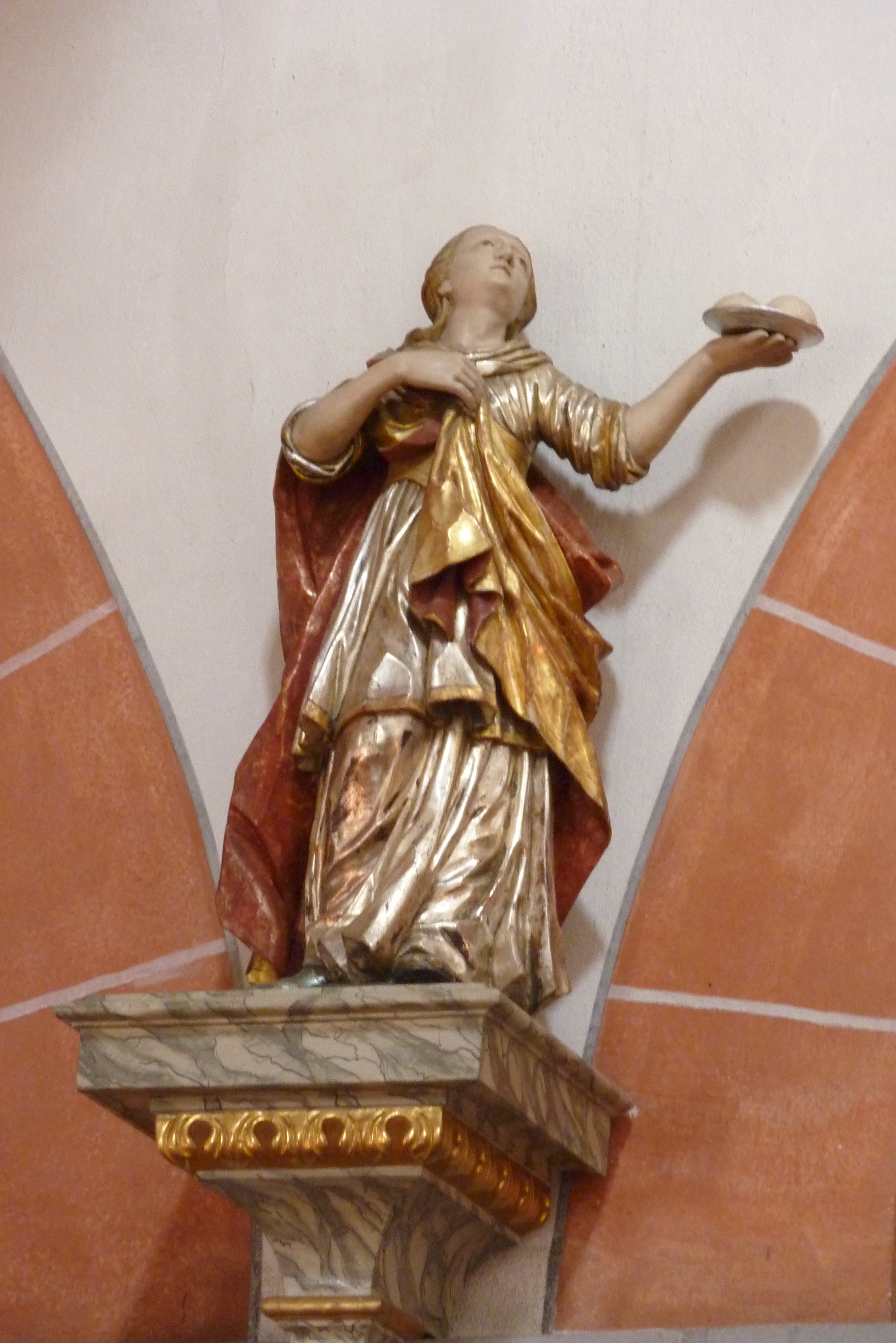
Heilige Agathe
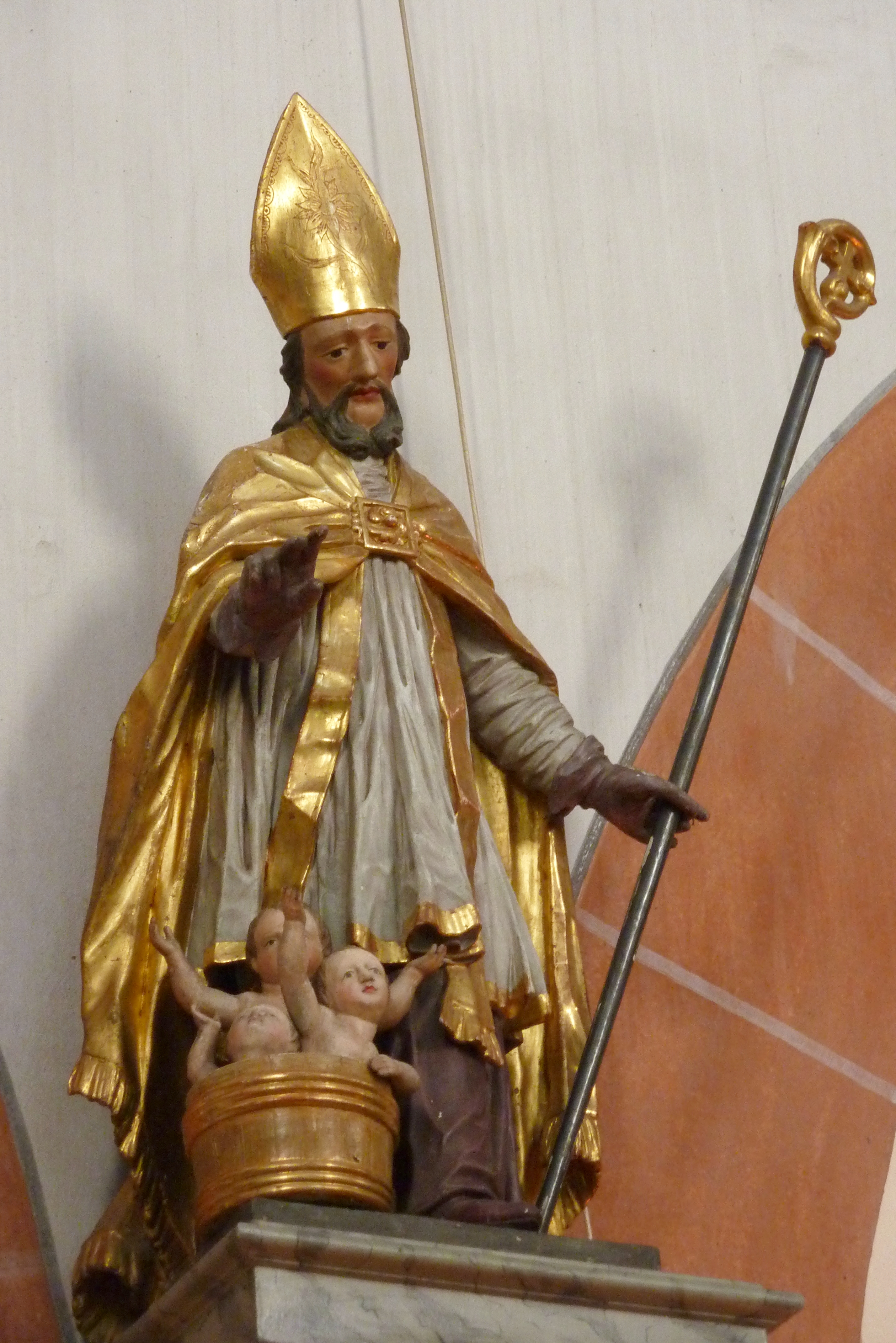
Heiliger Nikolaus